# روفس سی. هولمن
روفِـس سیسیل هولمن (به انگلیسی: Rufus Cecil Holman) سناتور سابق عضو حزب جمهوری‌خواه ایالات متحده آمریکا بود. وی در سال ۱۹۳۹ تا ۱۹۴۵ میلادی سناتور ایالت اورگن در سنای ایالات متحده آمریکا بود.